# رابط آرسی‌ای

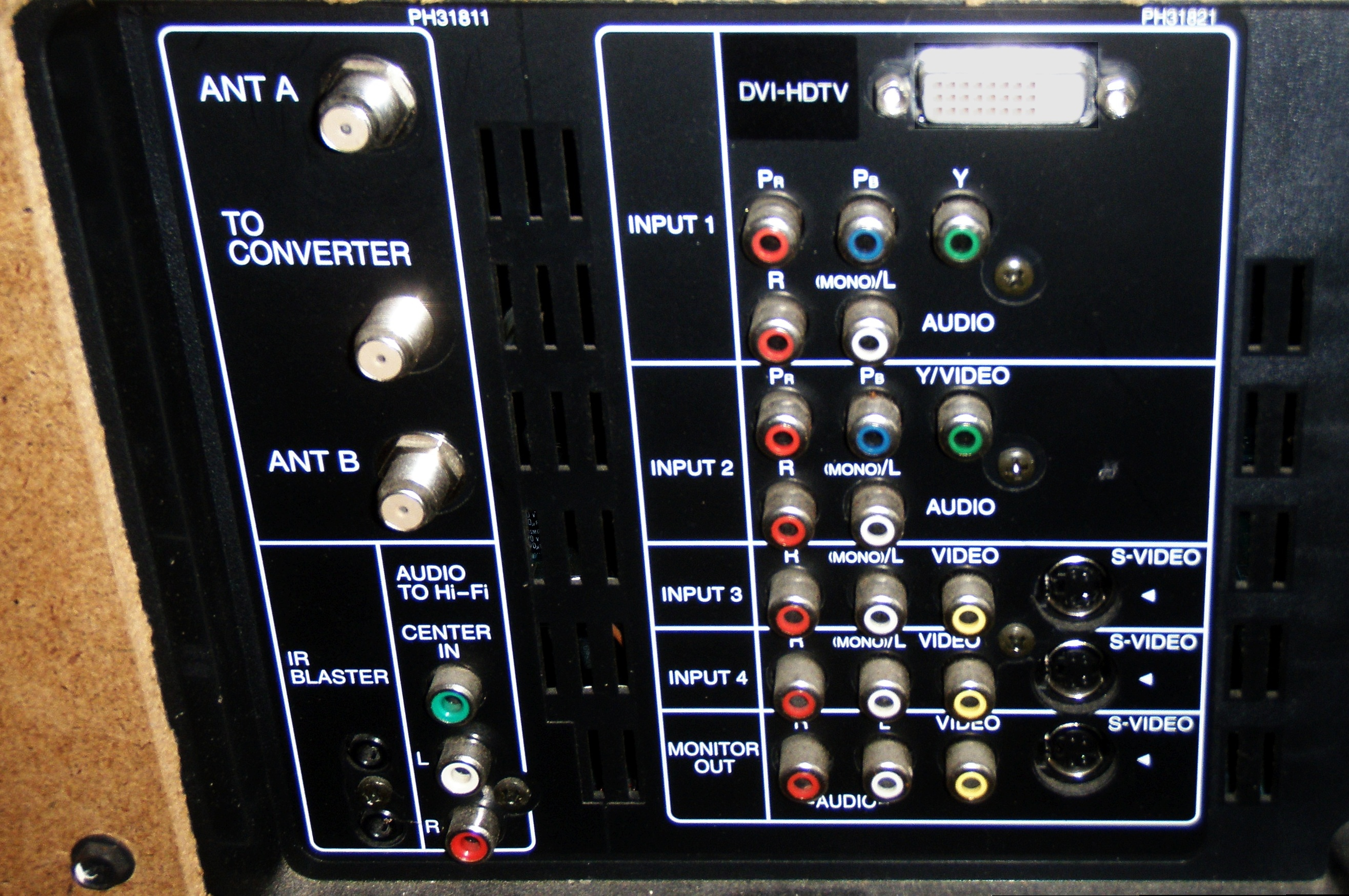
ورودی‌های رابط آرسی‌ای

رابط آرسی‌ای یک رابط متداول صوتی و ویدئویی است.